# Cratere Slater
Slater è un cratere lunare di 25,12 km situato nella parte sud-occidentale della faccia nascosta della Luna.